# 1950 في النمسا
فيما يلي قوائم الأحداث التي وقعت خلال عام 1950 في النمسا.

## سياسة

### تعيين في المنصب
- 31 ديسمبر – ليوبولد فيغل قائمة رؤساء النمسا.

### انتهاء فترة المنصب
- 31 ديسمبر – كارل رينر قائمة رؤساء النمسا.

## رياضة
- 27 أغسطس – بطولة أوروبا للألعاب المائية 1950

## مواليد

### يناير
- 1 يناير – باربرا ميلانو كينان قاضي أمريكي.[1]
- 1 يناير – جلوريا كايزر كاتبة نمساوية.[2]
- 23 يناير – ماكسيميليان حيدر فيزيائي نمساوي.
- 26 يناير – يورج هايدر سياسي نمساوي.[3]

### أكتوبر
- 14 أكتوبر – كورت يارا[4]
- 16 أكتوبر – ليليان هوفميستر

## وفيات

### فبراير
- 3 فبراير – كارل سايتس (مواليد 1869)[5]

### مارس
- 4 مارس – آدم راينر (مواليد 1899)[6]

### يوليو
- 8 يوليو – أوتمار أشبان (مواليد 1878)